# Jan Elizabeth Adams
Jan Elizabeth Adams AO PSM (nacido en 1963) es un alto funcionario público australiano que se ha desempeñado como secretario del Departamento de Asuntos Exteriores y Comercio desde julio de 2022. Adams también es un exdiplomático australiano que se desempeñó como embajador de Australia en Japón desde octubre de 2020. Anteriormente fue embajadora de Australia en China desde febrero de 2016 hasta agosto de 2019.

## Temprana edad y educación
Adams, nacido en 1963, creció en Wodonga, Victoria. Estudió economía y derecho en la Universidad de Monash en Melbourne.  Completó sus estudios de economía en 1986 con una Licenciatura en Economía (con honores). En 1988 trabajó en la Dirección de Comercio de la OCDE en París,  antes de regresar a la Universidad de Monash para completar sus estudios de derecho en 1992 con una Licenciatura en Derecho (con honores). Su tesis con honores en derecho versó sobre el tema "Aplicación del Acuerdo General sobre Aranceles Aduaneros y Comercio al Derecho y la Política Ambiental".
Durante sus estudios universitarios, Adams se centró en la gobernanza del comercio internacional. Trabajó como asistente de investigación del profesor Richard H. Snape en el Departamento de Economía de la Universidad de Monash, particularmente en el estudio Acuerdos comerciales regionales: implicaciones y opciones para Australia, que fue publicado en 1993 por el Departamento de Asuntos Exteriores y Comercio. 

## Carrera

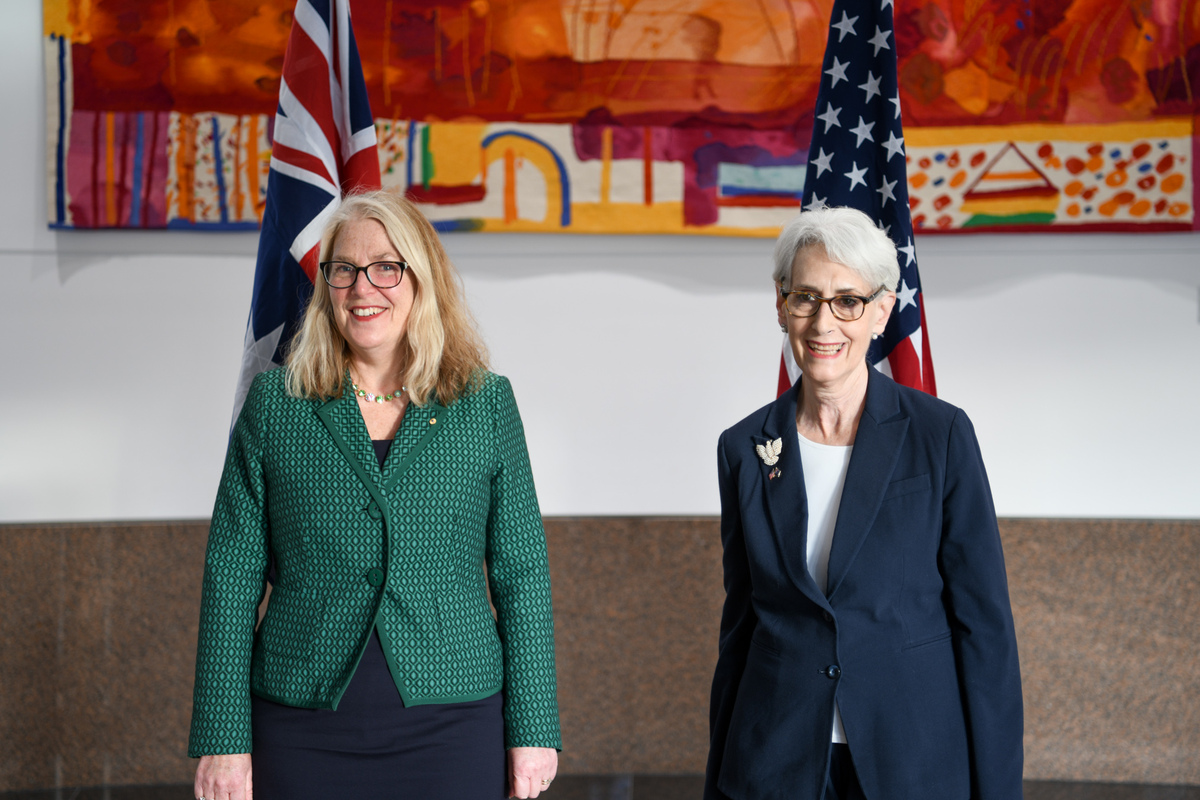
Adams (izquierda) se reúne con la subsecretaria de Estado de EE. UU., Wendy Sherman, en 2022

Adams trabajó como asesor del senador Peter Cook, en su calidad de Ministro de Comercio (1993–94) y Ministro de Industria, Ciencia y Tecnología (1994–96). Regresó a París para trabajar en la Dirección de Medio Ambiente de la OCDE de 1996 a 1998, donde investigó cuestiones comerciales y ambientales. En 1999 trabajó brevemente como consultora sobre inversión extranjera y medio ambiente. 
Adams se unió al Departamento de Asuntos Exteriores y Comercio (DFAT) en 1999 como Subsecretario de la Rama APEC. Posteriormente se desempeñó como ministra consejera de Comercio en la Embajada de Australia en Washington de 2000 a 2004. En esa capacidad participó en las negociaciones que condujeron al Tratado de Libre Comercio entre Australia y Estados Unidos. Tras la finalización de las negociaciones, dirigió la campaña de promoción del TLC en Australia en Estados Unidos. Esto contribuyó al abrumador apoyo del Congreso al TLC, que entró en vigor en 2005.
Al regresar a Australia, Adams ocupó cargos en el DFAT como primer subsecretario en la División de Tratados de Libre Comercio (2009-2013) y subsecretario (2013-2015).  En el primer puesto, fue negociadora principal de Australia durante las negociaciones bilaterales del Tratado de Libre Comercio (TLC) con China, Japón, Corea del Sur e India, respectivamente.  En este último cargo asumió un papel de liderazgo para Australia en las negociaciones en curso sobre el Acuerdo sobre Comercio de Servicios (TiSA). 
En diciembre de 2004, Adams fue anunciado como Embajador de Australia para el Medio Ambiente (2005-2007) y posteriormente se desempeñó como Embajador para el Cambio Climático (2007-2009).   En ese cargo, encabezó el desarrollo de políticas que llevaron al establecimiento de la importante Asociación Asia-Pacífico sobre Desarrollo Limpio y Clima (AP6) de seis naciones, una asociación público-privada voluntaria que involucra a Australia, Canadá, India, Japón, la República Popular de China, Corea del Sur y Estados Unidos.
Adams se desempeñó como embajador de Australia en la República Popular China entre febrero de 2016  y julio de 2019. Adams se desempeñó como embajador de Australia en Japón entre octubre de 2020  y julio de 2022. En junio de 2022, el primer ministro Anthony Albanese nombró a Adams nuevo secretario del DFAT, a partir del 1 de julio de 2022. 

## Premios
Adams recibió la Medalla de Servicio Público Australiano (PSM) en 2007, otorgada por su servicio público en la consecución de los objetivos internacionales de Australia en materia de comercio y medio ambiente, en particular la AP6.  Fue nombrada Oficial de la Orden de Australia en los honores del Cumpleaños de la Reina de 2016. 